# Isoperla nilovana
Isoperla nilovana är en bäcksländeart som beskrevs av Navás 1923. Isoperla nilovana ingår i släktet Isoperla och familjen rovbäcksländor. Inga underarter finns listade i Catalogue of Life.